# Marvin Lewis
Pour les articles homonymes, voir Lewis.
(en) Statistiques sur pro-football-reference
Marvin Lewis (né le 23 septembre 1958 à McDonald dans l'État de Pennsylvanie aux États-Unis est un entraîneur américain de football américain. Il a dernièrement été entraîneur principal pour les Bengals de Cincinnati dans la National Football League (NFL) pendant 16 saisons.

## Biographie
Il a joué au football américain universitaire comme linebacker pour les Bengals de l'université d'État de l'Idaho. Après avoir été diplômé de l'université, il reste au sein d'Idaho State en tant qu'entraîneur des linebackers des Bengals et occupe ce poste pendant quatre saisons (1981 à 1984). Il a par la suite été entraîneur des linebackers pour les 49ers de Long Beach State, les Lobos du Nouveau-Mexique puis les Panthers de Pittsburgh avant d'être embauché pour la première fois par une équipe de la NFL, les Steelers de Pittsburgh, comme entraîneur des linebackers en 1992.
Après quatre saisons avec les Steelers, il rejoint en 1996 les Ravens de Baltimore comme coordinateur défensif, sous les ordres de l'entraîneur principal Brian Billick. Il remporte avec les Ravens le Super Bowl XXXV contre les Giants de New York, avec une défense qui n'a concédé que 7 points. Lewis a en effet dirigé la meilleure défense de la ligue, en étant l'équipe qui a concédé le moins de points et de yards par la course durant la saison 2000,.
En 2002, il est considéré pour le poste d'entraîneur principal des Buccaneers de Tampa Bay par le manager général Rich McKay, mais les propriétaires de l'équipe sont peu enclin de donner le poste à un entraîneur à caractère défensif après le renvoi de Tony Dungy. Il rejoint finalement les Redskins de Washington comme coordinateur défensif et assistant entraîneur sous Steve Spurrier.
En 2003, il est nommé entraîneur principal des Bengals de Cincinnati. En 2005, il mène les Bengals à une première participation en matchs éliminatoires depuis 1990, sans toutefois remporter le match du premier tour.
Il remporte le titre d'entraîneur de l'année dans la NFL pour la saison 2009 en menant les Bengals à un bilan de 10-6 pour le premier rang de la division AFC North et une place en éliminatoires après avoir terminé la saison dernière avec seulement 4 victoires. Malgré cinq saisons de suite en se qualifiant pour la phase éliminatoire (2011 à 2015), Lewis ne parvient pas à remporter un match éliminatoire avec les Bengals.
Le 31 décembre 2018, Lewis et les Bengals mettent fin à leur association d'un commun accord après avoir dirigé l'équipe pendant 16 saisons.